# Palacio de Ceremonias
El Palacio de Ceremonias (en ruso: Дворец торжественных обрядов), conocido hasta 1964 como la Casa de la Felicidad es una mansión de dos pisos, ubicada en Novocherkassk, en la calle Moskovskaya, 47.

## Descripción
Esta mansión privada fue construida en el tercer cuarto del siglo xix y perteneció al comerciante Kiryunin. Hay numerosas decoraciones de estuco en la fachada del edificio. Los elementos del barroco, renacimiento, clasicismo y arquitectura morisca conforman el exterior del edificio. El arco de las puertas con dos esculturas de leones en su parte superior está a la izquierda de la entrada central. Existe una teoría de que el edificio era antiguamente un burdel. Ésta fue confirmada por H. A. Semenihin en su novela Novocherkassk. Obviamente, esta es la razón principal por la que el edificio cuenta con dos barreras para ruedas a ambos lados de las puertas, elementos de arte fálico. Los oficiales que llegaban solían atar sus caballos a ellas.
Aunque el nombre de «La Casa de la Felicidad» ya no se utiliza en los documentos oficiales desde 1964, se utilizó hasta el momento de la reconstrucción. Actualmente el palacio se utiliza como Oficina del Registro Civil.